# فلسفة الإدارة
سيكولوجية الإدارة: وظيفة العقل في التحديد، تدريس، وإنشاء طرق للأ ستخدام الأمثل للموارد وأدنى أسراف فيها.هو كتاب كتب بواسطة ليلان مولار (Lillian Moller Gilbreth) الذي يحقق في النواحي السيكولوجية في الإدارة العلمية، ودمج مفاهيم العلاقات اللأنسانية والعمل الاستقلالي في مبادئ الإدارة.نشر في عام 1914، هو عمل مبكر بارز في مجال علم النفس الصناعي والإدارة العلمية. كتاب مزامن يعكس المقاومة المبدأية لأدارة العلمية، ولكن لا يعطي إجابات للأسئلة المهمة جداً عن تأثير العمل الثابت علي العامل.
في هذا الكتاب، تعرف الكاتبة «سيكولوجية الإدارة» بأنه تأثير العقل الذي يوجه العمل وتأثير العمل الموجه والغير موجه علي عقل العامل.فهي توضح رؤية النظر أن الأدارة العلمية مبنية علي مبدأ تميز الفرد ليس فقط تميزه الاقتصادي لكن أيضاً الشخصي، وتوضح الكاتبة أ يضاً أهمية شمل «العنصر البشري» في الأدارة، الذي كان يفتقد إلي إسادة نظام الأدارة العلمية.. وكان أيضاً المرة الأولي يجتمع العناصر الأساسية لنظرية الأدارة، وتشمل:
1. معرفة سلوك الفرد.
2. نظرية المجموعات.
3. نظرية الاتصال.
4. الأسس العقلية لأتخاذ القرارات.[7]

الكتاب كان في الأصل إطروحة علمية غير منشورة لدرجة الدكتوراة من جامعة كاليفورنيا، ولكن لأن الجامعة رفضت منحها الدرجة العلمية بسبب عدم الالتزام بمتطلبات الإقامة مما أدي إلي إنها نشرت الكتاب.كان الكتاب في الأصل متسلسلاً خلال عامي 1912-1913 في الهندسة الصناعية قبل أن يتم نشره في عام 1914 .